# Krasni (Labinsk)
Krasni (del ruso: Красный) es un posiólok del raión de Labinsk del krai de Krasnodar, en el sur de Rusia. Está situado en la orilla derecha del Griaznuja 3º, afluente del río Chamlyk, de la cuenca del río Kubán a través del Labá, 35 km al sureste de Labinsk y 178 km al sureste de Krasnodar, la capital del krai.  Tenía 967 habitantes en 2010
Pertenece al municipio Voznesénskoye.